# Márkus
A Márkus férfinév a latin Marcus névből ered, aminek a lehetséges jelentése Mars hadistenhez tartozó, neki szentelt.

## Rokon nevek
- Markó:[1] a Márkus olasz megfelelőjéből származik.[2]
- Márkó:[1] a Márkus olasz megfelelőjéből származik.[2]
- Márk

## Gyakorisága
Az 1990-es években a Márkus, Márkó és Markó szórványos név, a 2000-es években nem szerepelnek a 100 leggyakoribb férfinév között, kivéve a Márkót, ami a 71-88. leggyakoribb férfinév.

## Névnapok
Márkus:
- április 25.[2]
- május 25.[2]
- június 18.[2]
- szeptember 7.[2]
- október 7.[2]

Markó, Márkó
- június 18.
- április 25.